# 对象化
在马克思主义中，对象化（英語：Objectification），也称客体化，指的是生产活动在调节人类与自然世界之间不断演进的关系中所扮演的作用。这种关联在某些黑格尔和马克思主义传统中最为人熟知，马克思经常使用德语"Vergegenständlichung"来表示这个概念。
有时这一术语会与物化（英語：Reification)混用，但至少在马克思主义传统中，这两个术语最初表达十分不同的概念。前者由马克思提出，见于马克思的许多著作，后者则是由卢卡奇首先提出的。

## 马克思关于对象化的理论
人类作为自然界的一部分，依赖于自然界。然而，自然界最初對人类十分吝啬，因此人类要在最初的稀缺性環境中面对自然界，通过各种生产活动努力改变自然界的物质形态——通常是通过制造东西——使自己的需求和利益能更好地被满足。在这个不断发展的过程中，自然界和人类都发生了变化。通过人类集体这种对物质环境的塑造，以及人类不断提高的生产力，自然界对于人类来说看起来不那么 "遥不可及"了，同时人类也因此开始对象化自己，以具体的形式表达他们的本质力量。可以说，这些改变世界的生产活动，体现了人类逐步的自我实现。

## 与异化的区别
按照马克思的观点，似乎所有的生产活动都涉及对象化，而并非所有生产活动都涉及异化。因此发生对象化不等于发生异化。此外，一些显然存在的与生产活动无关的其他形式的异化，与对象化也没有明显的联系。
马克思认为，生产活动可能采取也可能不采取异化的形式。例如，资本主义社会的生产活动通常被说成是采取异化的形式；而共产主义社会的生产活动通常被预测为采取非异化的形式。从模式上看，我们可以把异化的劳动（资本主义社会的特征）描述为：被迫的、不涉及自我实现（不发展人类的基本能力）、不是为了满足他人的需要、不被他人适当地赞赏的，而把未被没有发生主客体分离的、非问题性的劳动（共产主义社会的特征）描述为：自由选择、涉及自我实现（发展人类的基本能力）、旨在满足他人的需求、并得到他人适当的赞赏的。在这两种社会中，生产活动调解了人类和自然界之间的关系，但只有在前者（资本主义）的情况下才会出现异化。
对于一个可以说是将对象化等同于异化的观点的例子，考虑一下有时被称为 "基督教 "的工作观。在这种观点中，工作被视为一种必然的罪恶，一种不愉快的活动，而不幸的是工作也是我们的生存需要。这种观点的名字来源于基督教对异化工作是人类条件的一部分这一说法的接受：至少自人的堕落以来，人类被要求挥洒额头上的汗水进行工作。根据马克思的说法，人们可以把这种基督教观点描述为错误地把对象化和异化等同起来，把生产活动本身与其不能充分发展的、与人文主义相斥的形式混淆起来。事实上，可以进一步指出，这种混淆反映了人类的异化社会状况，体现了一种标志性的失败，即不理解物质生产是一个社会的核心，在这个核心领域中，人类可以以自由和创造性的方式表达他们是什么样的生物。
此外，根据这些基本观点，将异化和对象化等同起来，就不能理解某些形式的异化可能与生产活动毫无关系。异化本质上只要求所谓主客体的有问题的远离基线的分离，异化所讨论的主客体很可能与人与自然环境的转换关系是不相关的。
简言之，对象化不能被理解为与异化完全相同。与其说这两个概念是同义词，不如说它们只是部分地重叠了。存在一些不涉及异化的对象化形式（例如共产主义社会的有意义的工作），以及与对象化没有明显联系的生产活动之外的异化形式。